# Hjertetransplantation
En hjertetransplantation er et kirurgisk indgreb, hvor man erstatter patientens hjerte med et fra en anden patient. Indgrebet vil typisk blive foretaget fordi det patientens eksisterende hjerte er for ineffektivt. Transplantationen udføres, når det vurderes, at det er patientens eneste mulighed for fortsat overlevelse.
Efter operationen, vil 80-90 % af patienterne være i live et år efter indgrebet. Overlever man det første år, er den gennemsnitlige levetid med det nye hjerte 12-13 år. Udgangspunktet er, at man regner med, at patienten vil være i stand til at leve 10-11 år med det nye hjerte. Når patienten bliver indstillet til en transplantation, vil denne typisk have udsigt til at leve i yderligere 1-2 år. Der er således tale om en væsentlig forbedring af livskvaliteten, idet mange vil blive symptomfrie og kunne arbejde igen.
Den første hjertetransplantation på et menneske blev udført 3. december 1967 af den sydafrikanske læge Christiaan Barnard. Patienten, der var 53 år på operationstidspunktet, overlevede desværre kun i 18 dage som følge af en lungebetændelse.